# FC Zooveti Tbilisi
El FC Zooveti Tbilisi (en georgiano: საფეხბურთო კლუბი ზოოვეტი) es un club de fútbol georgiano de la ciudad de Tiflis. Fue fundado en 1975 y juega en la Pirveli Liga.

## Palmarés

### Torneos nacionales
- Meore Liga (1): 2010-11